# 倫內爾
倫內爾（挪威語：Lunner）是挪威阿克什胡斯郡的市镇，行政中心为羅阿村。市镇面积为292平方公里，人口数量为9,003人（2015年），人口密度为每平方公里31人。

## 历史
1898年1月1日倫內爾从耶夫納克爾析出为单独的市镇。2020年之前隶属原奧普蘭郡。2020年起隶属维肯郡。2024年1月1日维肯郡撤销，转属阿克什胡斯郡。